# 申重鉉
申重铉（1938年1月4日—），是韩国摇滚歌手、吉他手和创作歌手，常被称为韩国的“摇滚教父”。  他於1962年组建韩国第一支摇滚乐队Add4。1972年，為抗议朴正熙的统治，他创作歌曲《美丽的河山》，因而被朴正熙當局监禁和折磨，他的歌曲成為禁歌，直到20世纪80年代才解禁。  